# Champétières
Champétières là một xã ở tỉnh Puy-de-Dôme trong vùng Auvergne-Rhône-Alpes miền trung nước Pháp. Xã này nằm ở khu vực có độ cao trung bình 700 mét trên mực nước biển.

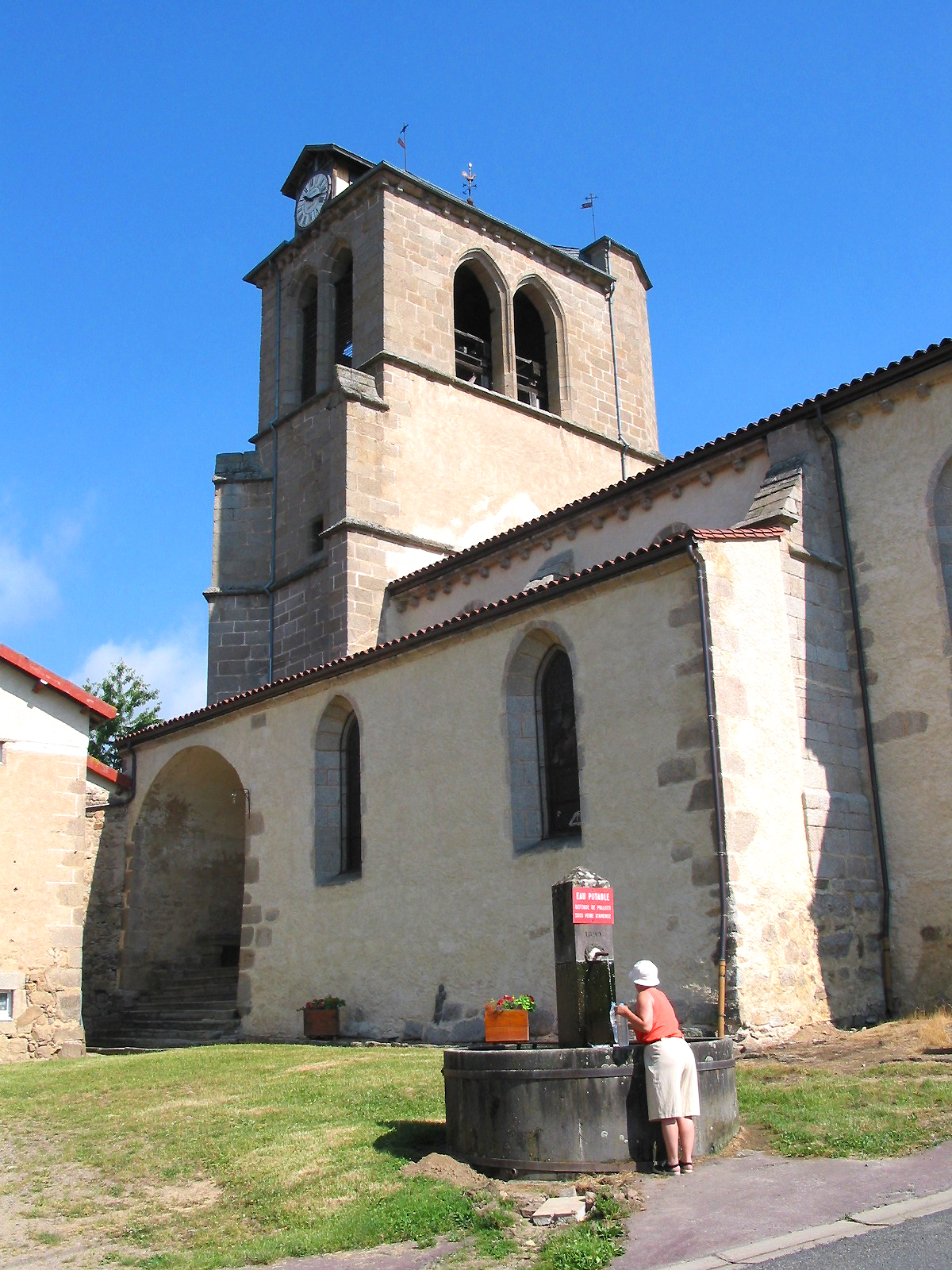
Nhà thờ thánh Sébastien.

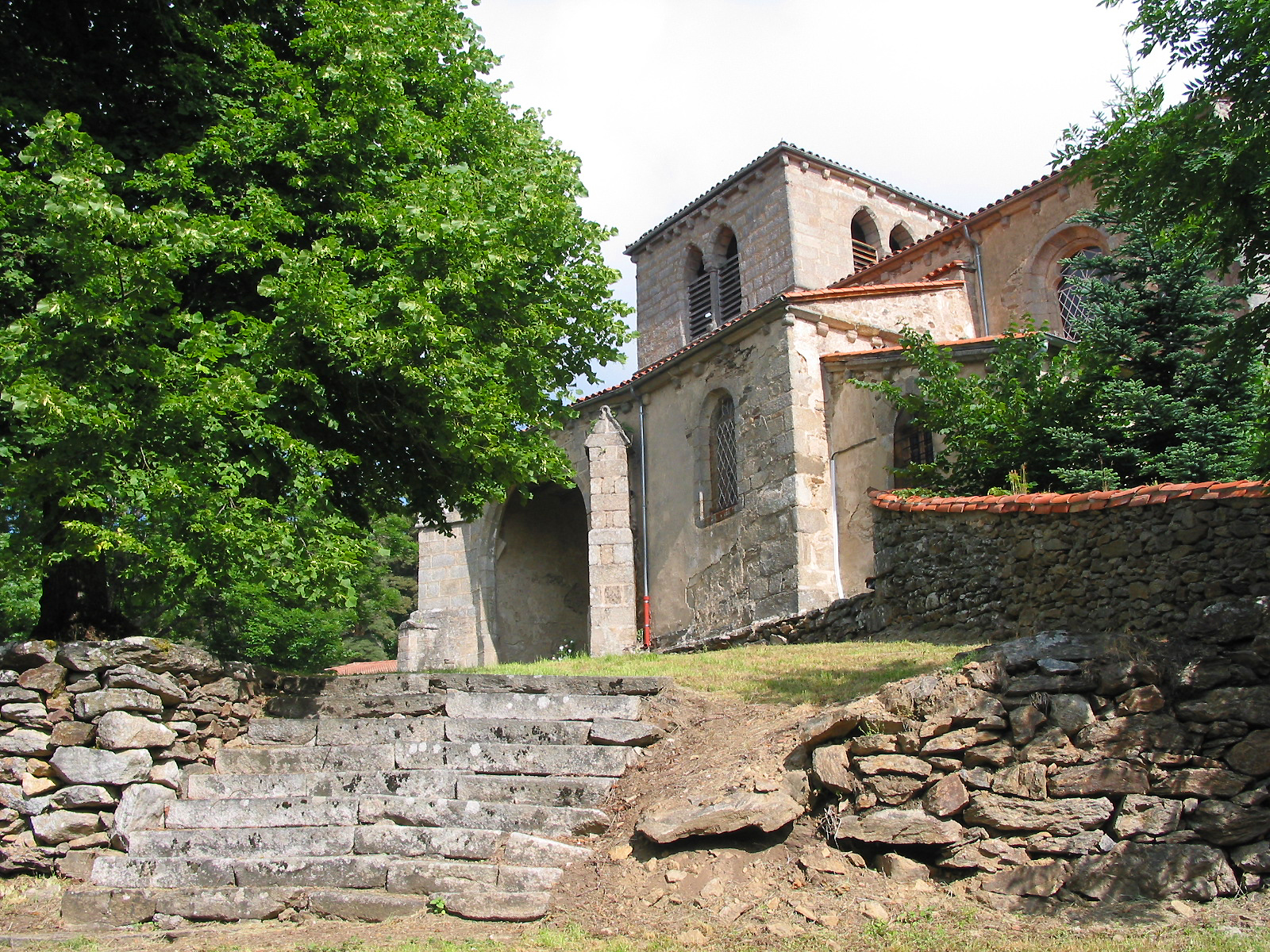
Nhà thờ Notre-Dame-de Mons (XVth centuy).